# Rejon łopatyński
Rejon łopatyński (ukr. Лопатинський район) – dawna jednostka podziału administracyjnego Ukraińskiej Socjalistycznej Republiki Radzieckiej w Związku Socjalistycznych Republik Radzieckich w latach 1940–1941 i 1944–1962. Należał do obwodu lwowskiego. Siedziba władz rejonu znajdowała się w Łopatynie.
Rejon łopatyński został utworzony 17 stycznia 1940 na podstawie dekretu Prezydium Rady Najwyższej USRR o podziale na rejony zachodnich obwodów USRR, kiedy to w obwodzie lwowskim utworzono 37 rejonów, między innymi łopatyński. Rejon objął miasto Łopatyn oraz obszary zniesionych gmin Laszków, Ohladów, Sieńków, Szczurowice i Toporów. Obszary te należały przed wojną do powiatu radziechowskiego w województwie tarnopolskim.
Rejon łopatyński przestał istnieć wraz z wybuchem wojny niemiecko-radzieckiej 22 czerwca 1941. Jego tereny weszły w skład Landkreis Kamionka-Strumilowa dystryktu galicyjskiego Generalnego Gubernatorstwa.
Rejon został odtworzony 16 lipca 1944, po zajęciu tych terenów przez Armię Czerwoną.
30 grudnia 1962 rejon łopatyński zniesiono, włączając jego obszar do rejonu radziechowskiego.